# Nicole Leder
Nicole Leder (* 12. September 1971 in Duisburg als Nicole Mertes) ist eine ehemalige deutsche Triathletin, mehrfache Ironman-Siegerin (2000, 2002 und 2007) und Sachbuchautorin.

## Werdegang
Nicole Mertes begann mit sieben Jahren mit dem Schwimmsport und nahm als Kind und Jugendliche an Schwimmwettkämpfen teil.
In einer längeren Verletzungsphase als Siebzehnjährige empfahl ihr ihr Trainer vom DSW Darmstadt als Ausgleichstraining am Training der Triathlon-Abteilung teilzunehmen. Gleich im nächsten Jahr wurde Nicole Mertes Junioreneuropameisterin 1989, 1990 und 1992 wurde sie Zweite bei den Junioreneuropameisterschaften.
1994 beim Ironman Europe in Roth kam sie bei ihrem ersten Start bei einem Ironman auf den zehnten Platz.
Im August 1998 kam ihre Tochter zur Welt, sie legte eine Mutterschaftspause ein und heiratete 1999 den Triathleten Lothar Leder.
2000 gewann sie beim Ironman Korea erstmals einen Langdistanz-Triathlon und noch im selben Jahr war sie mit Platz 14 beste deutsche Starterin bei den Ironman World Championships auf Hawaii. 2002 gewann Nicole Leder den Ironman Brasil. In den Jahren 2003 und 2004 wurde sie jeweils mit ihrem Sieg bei der Challenge Roth Deutsche Meisterin auf der Langdistanz. 2004 gewann sie auf der Mitteldistanz bei der Marc Herremans Classic in Antwerpen.

### Siegerin Ironman European Championships 2007
2007 gewann Nicole Leder den Ironman Malaysia und außerdem siegte sie bei den Ironman European Championships (Ironman Germany) in Frankfurt. Nicole Leder wurde trainiert von Sebastian Weber. Im Juli 2013 erklärte sie nach ihrem Start bei der Challenge Roth ihre Profi-Karriere für beendet. Nicole Leder agiert mit ihrem Mann Lothar, Wenke Kujala, Meike Krebs und Norbert Langbrandtner als Markenbotschafterin einer bayrischen Brauerei rund um das Team Erdinger Alkoholfrei.
Nicole Leder lebt mit ihrem Mann und der 1998 geborenen gemeinsamen Tochter in Darmstadt. Gemeinsam mit ihrem Mann Lothar leitet sie Trainingslager und hält Vorträge.

## Sportliche Erfolge
| Datum/Jahr    | Platz | Wettbewerb                                    | Austragungsort    | Zeit     | Bemerkung |
| ------------- | ----- | --------------------------------------------- | ----------------- | -------- | --- |
| 17. Juni 2018 | 8     | Triathlon Bregenz                             | Bregenz           | 02:39:33 | auf der olympischen Distanz; bei der Erstaustragung                                                                  |
| 17. Juni 2012 | 4     | Stadttriathlon Erding                         | Erding            | 02:22:27 | bei der 19. Austragung                                                                                               |
| 29. Mai 2011  | 2     | TriStar33.3 Germany                           | Worms             | 01:19:51 | |
| 26. März 2011 | 9     | Volkswagen Aldiana Triathlon                  | Alaminos          | 01:12:49 | 0,75 km Schwimmen, 20 km Radfahrer und 5 km Laufen                                                                   |
| 5. Sep. 2010  | 3     | Frankfurt-City-Triathlon                      | Frankfurt am Main |          | |
| 6. Juni 2010  | 3     | TriStar11.1 Germany                           | Worms             |          | 1 km Schwimmen, 100 km Radfahren und 10 km Laufen                                                                    |
| 30. Mai 2009  | 2     | Stadt-Triathlon München                       | München           | 01:04:47 | auf der Sprintdistanz (400 m Schwimmen, 22 km Radfahren und 5 km Laufen)                                             |
| 2008          | 1     | Austria-Triathlon                             | Podersdorf        |          | Sieg auf der Mitteldistanz vor der Österreicherin Barbara Tesar                                                      |
| 31. Mai 2008  | 1     | Vienna City Triathlon                         | Wien              | 04:29:10 | Sieg auf der Mitteldistanz (2 km Schwimmen, 90 km Radfahren und 20 km Laufen) vor der Österreicherin Kamila Davidova |
| 6. Mai 2007   | 4     | Siegerland-Cup                                | Buschhütten       | 02:02:48 | [ 10 ] |
| 2005          | 3     | Marc Herremans Classic                        | Antwerpen         | 04:26:48 | |
| 2004          | 1     | Marc Herremans Classic                        | Antwerpen         | 04:18    | Nicole Leder siegt bei der „Marc Heeremans Classic“ vor der EM-Dritten (Immenstadt) Françoise Wellekens.             |
| 16. Juni 2002 | 2     | Bonn-Triathlon                                | Bonn              |          | |
| 17. Juni 2001 | 1     | Bonn-Triathlon                                | Bonn              |          | Siegerin über die Mitteldistanz (3,8 km Schwimmen, 60 km Radfahren und 15 km Laufen)                                 |
| 1999          | 3     | Triathlon de Obernai                          | Obernai           | 02:26:11 | bei der Erstaustragung im Elsass                                                                                     |
| 25. Sep. 1994 | 19    | FISU World University Triathlon Championships | Nantes            | 02:13:14 | |
| 23. Aug. 1992 | 4     | FISU World University Triathlon Championships | Darmstadt         | 02:09:55 | |
| 1992          | 1     | Siegerland-Cup                                | Buschhütten       |          | |
| 1989          | 1     | Edersee Triathlon                             | Waldeck           |          | Siegerin auf der olympischen Distanz (1,5 km Schwimmen, 42 km Radfahren und 10 km Laufen)                            |

| Datum/Jahr    | Platz | Wettbewerb                                       | Austragungsort    | Zeit     | Bemerkung |
| ------------- | ----- | ------------------------------------------------ | ----------------- | -------- | --- |
| 14. Juli 2013 | 11    | Challenge Roth                                   | Roth              | 09:50:58 | Letzter Start auf der Langdistanz |
| 7. Aug. 2011  | 3     | Ironman Regensburg                               | Regensburg        | 09:30:27 | |
| 4. Juli 2010  | 11    | Ironman Germany                                  | Frankfurt am Main | 09:51:10 | |
| 14. März 2010 | 2     | Ironman China                                    | Haikou            | 10:02:58 | Zweiter Rang hinter der Amerikanerin Amy Marsh und vor Heidi Jesberger                                                                                 |
| 5. Juli 2009  | 3     | Ironman Germany                                  | Frankfurt am Main | 09:05:17 | |
| 28. Feb. 2009 | 2     | Ironman Malaysia                                 | Langkawi          | 09:36:40 | Beim ersten Ironman der Saison 2009 erreichte Nicole Leder hinter Belinda Granger den zweiten Rang und damit die Qualifikation für den Ironman Hawaii. |
| 1. Okt. 2008  | DNF   | Ironman Hawaii                                   | Hawaii            | –        | |
| 2008          | 2     | Ironman Germany                                  | Frankfurt am Main | 09:17:26 | |
| 1. Juli 2007  | 1     | Ironman Germany                                  | Frankfurt am Main | 09:04:11 | Sieg nach dem Sprint-Finish mit 5 Sekunden Vorsprung auf die Zweitplatzierte Andrea Brede                                                              |
| 28. Feb. 2007 | 1     | Ironman Malaysia                                 | Langkawi          | 09:42:33 | Leder erreicht ihren fünften Sieg über die Langdistanz                                                                                                 |
| 2005          | 1     | DTU Deutsche Meisterschaft Triathlon Langdistanz | Roth              | 09:25:42 | als Zweite bei der Challenge Roth |
| 15. Okt. 2005 | 16    | Ironman Hawaii                                   | Hawaii            | 09:50:51 | |
| 27. Okt. 2004 | 10    | Ironman Hawaii                                   | Hawaii            | 10:13:46 | |
| 4. Juli 2004  | 1     | DTU Deutsche Meisterschaft Triathlon Langdistanz | Roth              | 09:15:01 | Siegerin bei der Challenge Roth |
| 8. Nov. 2003  | 2     | Ironman Florida                                  | Panama City       | 09:28:51 | |
| 2003          | 1     | DTU Deutsche Meisterschaft Triathlon Langdistanz | Roth              | 09:13:57 | Siegerin beim Challenge Roth |
| 2003          | 2     | Ironman Japan                                    | Gotō-Inseln       | 09:52:33 | |
| 2002          | 1     | Ironman Brasil                                   | Florianópolis     | 09:24:45 | Ihr Mann Lothar Leder belegte parallel bei den Herren den zweiten Rang.                                                                                |
| 6. Okt. 2001  | 14    | Ironman Hawaii                                   | Hawaii            |          | |
| 2001          | 3     | Ironman Europe                                   | Roth              | 09:30:13 | |
| 2000          | 1     | Ironman Korea                                    | Seogwipo          | 09:48:58 | |
| 14. Okt. 2000 | 14    | Ironman Hawaii                                   | Hawaii            | 10:17:53 | Nicole Leder erreicht als beste deutsche Teilnehmerin den 14. Rang.                                                                                    |
| 10. Juli 1994 | 10    | Ironman Europe                                   | Roth              | 09:47:04 | Erster Start auf der Langdistanz in Roth |

| Datum/Jahr    | Platz | Wettbewerb           | Austragungsort | Zeit | Bemerkung                                          |
| ------------- | ----- | -------------------- | -------------- | ---- | -------------------------------------------------- |
| 13. Nov. 2010 | 2     | Rüsselcross-Duathlon | Rüsselsheim    |      | 5 km Laufen, 20 km Mountainbiken und 2,5 km Laufen |

| Datum/Jahr  | Platz | Wettbewerb         | Austragungsort | Zeit     | Bemerkung             |
| ----------- | ----- | ------------------ | -------------- | -------- | --------------------- |
| 9. Mai 2010 | 1     | Gutenberg-Marathon | Mainz          | 01:19:46 | Siegerin Halbmarathon |
| 2006        | 1     | Bienwald-Marathon  | Kandel         | 01:19:06 | Siegerin Halbmarathon |

(DNF – Did Not Finish)

## Veröffentlichungen
- Wenke Kujala, Nicole Leder, Ines Bellinger: Fit & schlank mit Triathlon: Das Einsteigerbuch für Frauen spomedis, Oktober 2015. ISBN 978-3-95590-072-4
- Lothar Leder, Nicole Leder (mit Christoph Elbern): „Triathlon-Training: Das einfache 3-Phasen-Trainingsprogramm für Einsteiger und Fortgeschrittene“. Bruckmann Verlag 2012, ISBN 3-7654-5393-5
- Lothar Leder, Nicole Leder (mit Christoph Elbern): Triathlon. Einstieg, Training, Praxis. Delius Klasing Verlag, Bielefeld 2005, ISBN 978-3-7688-1692-2
- Lothar Leder, Nicole Leder (mit Christoph Elbern): Der Weg zum Ironman. Triathlon-Training für Fortgeschrittene. Delius Klasing Verlag, Bielefeld 2006, ISBN 978-3-7688-1815-5
- Lothar Leder, Nicole Leder: Triathlon: Vorbereitung – Material – Praxis Delius Klasing Verlag, Bielefeld Juli 2005, ISBN 978-3-7688-1692-2